# Соціально-природні зв'язки
Соціально-природні зв'язки — зв'язки між людиною та зовнішнім природним середовищем, що характеризують роль природи у задоволенні позавиробничих потреб населення. Найважливішим їх типом є рекреаційні, що характеризують переміщення людей від місця проживання до місця відпочинку. До цього виду також відносяться соціально-екологічні, що характеризують весь потік речовини та енергії від людей до природи, а також біологічні, що мають зворотний напрям цих потоків та вивчаються біологією.